# Cillian Sheridan
Cillian Sheridan (Bailieborough, condado de Cavan, Irlanda, 23 de febrero de 1989) es un futbolista irlandés. Juega de delantero y milita en el Brechin City F. C. de la Liga de Fútbol Highland de Escocia.

## Selección nacional
Ha sido internacional con la selección de fútbol de Irlanda; donde hasta ahora, ha jugado 3 partidos internacionales y no ha anotado ningún gol por dicho seleccionado.

## Clubes
| Club                               | País          | Año       |
| ---------------------------------- | ------------- | --------- |
| Belvedere F. C.                    | Irlanda       | 2006      |
| Celtic F. C.                       | Escocia       | 2006-2009 |
| Mottherwell F. C.                  | Escocia       | 2009      |
| Plymouth Argyle F. C.              | Inglaterra    | 2009-2010 |
| St. Johnstone F. C.                | Escocia       | 2010      |
| P. F. C. CSKA Sofia                | Bulgaria      | 2010-2012 |
| Kilmarnock F. C.                   | Escocia       | 2012-2013 |
| APOEL de Nicosia                   | Chipre        | 2013-2015 |
| A. C. Omonia                       | Chipre        | 2015-2017 |
| Jagiellonia Białystok              | Polonia       | 2017-2018 |
| Wellington Phoenix F. C.           | Nueva Zelanda | 2019      |
| Hapoel Ironi Kiryat Shmona         | Israel        | 2019-2020 |
| Wisła Płock                        | Polonia       | 2020-2021 |
| Dundee F. C.                       | Escocia       | 2021-2023 |
| Inverness Caledonian Thistle F. C. | Escocia       | 2023-2024 |
| Queen's Park F. C.                 | Escocia       | 2024      |
| Brechin City F. C.                 | Escocia       | 2024-     |

## Palmarés

### Títulos nacionales
| Título                     | Club                | País     | Año  |
| -------------------------- | ------------------- | -------- | ---- |
| Copa de Bulgaria           | P. F. C. CSKA Sofia | Bulgaria | 2011 |
| Supercopa de Chipre        | APOEL de Nicosia    | Chipre   | 2013 |
| Copa de Chipre             | APOEL de Nicosia    | Chipre   | 2014 |
| Primera División de Chipre | APOEL de Nicosia    | Chipre   | 2014 |
| Copa de Chipre             | APOEL de Nicosia    | Chipre   | 2015 |
| Primera División de Chipre | APOEL de Nicosia    | Chipre   | 2015 |